# Winslow West
Winslow West ist ein Census-designated place im Coconino County und im Navajo County im Nordosten des US-Bundesstaats Arizona. Das U.S. Census Bureau hat bei der Volkszählung 2020 eine Einwohnerzahl von 457 ermittelt.
Er liegt westlich von Winslow und etwa 50 Kilometer südlich des Hopi-Indianerreservat.
Winslow West hat Anschluss an den U.S. Highway 180 und an das Eisenbahnnetz. Nahe dem Ort liegt der Homolovi Ruins State Park.